# Stazione di Aselogna
La stazione di Aselogna, nota anche come stazione del Botolo, è una stazione ferroviaria della dismessa ferrovia Treviso-Ostiglia, posta a 5,65 km dal centro del comune veronese di Cerea, di cui Aselogna costituisce una frazione. Era situata alla progressiva chilometrica 13+686 della predetta linea ferroviaria.

## Storia
La stazione di Aselogna fu inaugurata il 28 ottobre 1934, in concomitanza con il restante tronco Ostiglia-Legnago della ferrovia Treviso-Ostiglia.
Durante la Seconda guerra mondiale, il 31 ottobre 1944 la stazione subì un pesante bombardamento, ed alcuni carri vennero incendiati. Il servizio passeggeri, ripreso regolarmente nel dopoguerra, fu definitivamente interrotto il 2 settembre 1967, in seguito al rilevamento di alcuni avvallamenti nel terreno sottostante la linea.

## Strutture ed impianti
La stazione era dotata di un fabbricato viaggiatori a pianta rettangolare e a due livelli. Al piano inferiore erano posizionate le sale d'attesa di I e II classe, l'ufficio movimento e il deposito bagagli. Il piano superiore un tempo era riservato ad abitazione. Tutti questi locali sono ad oggi, 2011, in stato di rovina.
La stazione era inoltre dotata di uno scalo merci di cui resta solo il piano caricatore ma non più il magazzino merci.